# Spilosoma holobrunnea
Spilosoma holobrunnea är en fjärilsart som beskrevs av James John Joicey och Talbot 1916. Spilosoma holobrunnea ingår i släktet Spilosoma och familjen björnspinnare. Inga underarter finns listade i Catalogue of Life.